# Бернек (Санкт-Галлен)
Бернек (нем. Berneck) — коммуна в Швейцарии, в кантоне Санкт-Галлен.
Входит в состав округа Рейнталь. Население составляет 3396 человек (на 31 декабря 2006 года). Официальный код — 3233.